# Archaraeoncus
Archaraeoncus Tanasevič, 1987 è un genere di ragni appartenente alla famiglia Linyphiidae.

## Etimologia
Il nome deriva dal greco ἀρχή, arché, cioè antico, arcaico, vetusto e dal genere Araeoncus, con cui ha vari caratteri in comune.

## Distribuzione
Le quattro specie oggi note di questo genere sono state rinvenute nell'areale compreso fra l'Europa orientale e la Cina: ben tre delle quattro specie sono endemiche della Russia centrale.

## Tassonomia
Per la determinazione della specie tipo sono stati scelti gli esemplari denominati Araeoncus prospiciens reperiti da Thorell nel 1875.
A maggio 2011, si compone di quattro specie:
- Archaraeoncus alticola Tanasevič, 2008 — Russia
- Archaraeoncus hebraeus Tanasevič, 2011 — Russia
- Archaraeoncus prospiciens (Thorell, 1875)[3] — dall'Europa orientale alla Cina
- Archaraeoncus sibiricus Eskov, 1988 — Russia

### Sinonimi
- Archaraeoncus tianschanicus (Hu & Wu, 1989); gli esemplari raccolti, a seguito di un lavoro dell'aracnologo Marusik del 1992 sono stati posti in sinonimia con A. prospiciens (Thorell, 1875)[1]